# Station dérivante
Les stations dérivantes ont joué un rôle majeur dans l'exploration de l'Arctique. Ce furent des stations polaires habitées qui de 1937 (date de la création de Pôle Nord-1) à 1991, puis à partir de 2003, ont permis à l'URSS puis la Russie d'étudier l'Arctique. L'idée initiale d'utiliser la dérive de la banquise pour l'exploration dans les hautes latitudes de l'océan Arctique provient de l'explorateur norvégien Fridtjof Nansen, qui l'a réalisée le premier lors de l'expédition Fram entre 1893 et 1896.

## Stations soviétiques puis russes
Les stations arctiques dérivantes habitées ont fourni des contributions importantes à l'exploration de l'Arctique. 
Les stations sont appelées Pôle Nord  suivies d'un nombre incrémental : PN-1, PN-2, etc.
En version originale, c'est le terme russe : «Северный полюс» (russe : «СП»), transcrit Severny Polious.

### Généralités
Les stations polaires « PN » hébergent les programmes d'exploration scientifique permanente, soviétiques puis russes, dans les domaines de l'océanographie, la glaciologie, la météorologie, l'aérologie, la géophysique, l'hydrochimie, l'hydrophysique, et la biologie marine.
En moyenne, une station PN permet de relever 600 à 650 mesures de profondeur, 3500 à 3900 mesures météo, 1200 à 1300 prélèvements d'eau de mer pour la mesure de la température et de la  composition chimique, 600 à 650 lancements de ballons sondes. Des observations du champ magnétique, de l'ionosphere, de la glace, entre autres, sont également effectuées. Des mesures régulières des courants marins fournissent les données sur la direction et la vitesse de la dérive.
Les stations dérivantes modernes ressemblent à de petites installations avec des baraquements pour les explorateurs polaires et des bâtiments séparés pour l'équipement scientifique. Habituellement, une campagne PN démarre en avril et dure deux à trois ans, jusqu'à ce que la dérive glaciaire atteigne la Mer du Groenland. Les scientifiques sont relevés une fois par an. Depuis 1937, environ 800 personnes ont dérivé dans des stations PN.
Il y a deux catégories de stations "PN" :
- les stations dérivant sur la  banquise (de la glace de mer, relativement fine et éphémère) : PN-1 à PN-5, PN-7 à PN-17, PN-20, PN-21 ;
- les stations dérivant sur des icebergs, fragments de glaciers : PN-6, PN-18, PN-19, PN-22.

Toutes les stations PN sont opérées par l'organisme russe (précédemment soviétique) Institut de Recherche Arctique et Antarctique (IRAA) (en russe Арктический и антарктический научно-исследовательский институт, ААНИИ)

### Historique
L'idée d'utiliser la dérive glaciaire pour l'exploration des hautes latitudes de l'Océan Arctique remonte à l'explorateur norvégien  Fridtjof Nansen, qui l'a réalisée sur Fram entre 1893 et 1896.
Puis, il a fallu attendre 1937 en Union soviétique, quand Pôle Nord-1 est entrée en fonction.
Pôle Nord-1 a été installée le 21 mai 1937 à 20 km du Pôle Nord par l'expédition Sever-1, menée par Otto Schmidt. PN-1 a perduré 9 mois, pendant lesquels elle a dérivé sur 2 850 kilomètres. Le 19 février 1938, les brise-glace soviétiques Taimyr et  Murman ont récupéré les quatre explorateurs polaires qui avaient occupé la station : l'hydrobiologiste Piotr Chirchov, le géophysicien Evgueni Fiodorov, le radio Ernst Krenkel et leur chef Ivan Papanine.
Depuis 1954, les stations PN soviétiques ont fonctionné en continu, avec de une à trois stations dérivant simultanément. La distance totale dérivée entre 1937 et 1973 dépassait 80 000 kilomètres. PN-22 est particulièrement notable pour sa dérive record, s'étendant sur 9 ans. Le 28 juin 1972, le bloc de glace supportant
PN-19 est passé au-dessus du Pôle Nord pour la première fois.
Ces observations à long terme autorisées par les stations PN ont mené à des découvertes importantes en géographie physique, notamment des données sur la connexion entre les processus liés à l'hydrosphère et l'atmosphère de la Terre. Parmi les découvertes importantes, on compte aussi celle de la Dorsale de Lomonossov, qui traverse l'Océan Arctique, d'autres grandes structures du relief sous-marin, la mise en évidence des deux systèmes de dérive (circulaire et radial), et la pénétration des cyclones en Arctique central.
La dernière station soviétique, Pôle Nord-31, a été fermée en juillet 1991, et dans le contexte post-soviétique, l'exploration de l'Arctique par les stations dérivantes a été suspendue pendant douze ans.
L'année 2003 a marqué le retour de la Russie en Arctique, avec le lancement de la station North Pole-32. Les stations 33 et 34 ont été lancées en 2004 et 2005, avec une durée de vie d'une année en moyenne. 
PN-35 est entrée en fonction le 21 septembre 2007 au point de coordonnées 81° 26′ N, 103° 30′ E, quand les drapeaux de la Russie et de  Saint-Pétersbourg ont été hissés, avec 22 scientifiques menés par A. A. Visnevsky.
La mise en place de la station constituait la troisième étape de l'expédition Arktika 2007.
Pendant une semaine, le navire  océanographique Akademik Fedorov accompagné du brise-glace à propulsion nucléaire Russia, emportant des hélicoptères MI-8, a recherché un bloc de glace approprié, jusqu'à ce qu'un morceau de 16 kilomètres carrés se présente. Mais la glace a fortement fondu, et la station a finalement été abandonnée en avance sur l'agenda prévu. D'autres stations dérivantes ont été lancées par la Russie en 2008, 2009, 2010, 2011, 2012 et 2015.

## Utilisation par d'autres nations

### Canada
Le Canada, notamment avec George Hobson, utilisa également les stations dérivantes installées provisoirement sur de grands fragments de banquise vieille de quelque 3000 à 4000 ans issus du glacier Waerd Hunt de l'île d'Ellesmere. Les premières Ice Islands furent occupées dès 1961-1962 (ARLIS II) et la dernière dériva dans les années 1980 au large des îles de la Reine-Élisabeth sur plus de 1 500 km en mer de Beaufort. Ses installations de sismique réflexion ont permis de connaître la structure du plateau continental canadien et les possibles gisements d'hydrocarbures.